# Łysak kupkówkowy
Artykuł ten został zgłoszony do umieszczenia na stronie głównej w rubryce „Czy wiesz”.
Pomóż nam go sprawdzić: oceń zgłoszoną nominację.
Łysak kupkówkowy (Gymnopilus flavus (Bres.) Singer) – gatunek grzybów należący do rodziny podziemniczkowatych (Hymenogastraceae).

## Systematyka i nazewnictwo
Pozycja w klasyfikacji według Index Fungorum: Gymnopilus, Hymenogastraceae, Agaricales, Agaricomycetidae, Agaricomycetes, Agaricomycotina, Basidiomycota, Fungi.
Po raz pierwszy opisał go w 1905 roku Giacomo Bresàdola, nadając mu nazwę Naucoria flava. Obecną, uznaną przez Index Fungorum nazwę, nadał mu w 1949 roku Rolf Singer. Pozostałe synonimy:
- Flammula dactylidicola J.E. Lange 1926
- Flammula flava (Bres.) J.E. Lange 1939
- Fulvidula dactylidicola (J.E. Lange) Singer 1936
- Fulvidula flava (Bres.) Singer 1940
- Phaeocollybia flava (Bres.) Singer 1950

Nazwę polską zaproponował Władysław Wojewoda w 2003 r. Nazwa gatunkowa pochodzi od trawy kupkówka pospolita, w której często występuje.

## Morfologia
Kapelusz
Średnica 15–60 mm, mięsisty, początkowo wypukły do lekko dzwonkowatego z podgiętym brzegiem, później płasko-wypukły, czasami z niskim, szerokim garbkiem. Powierzchnia sucha, matowa, włóknisto-filcowata, początkowo żółta do jasnoochrowej, później rdzawożółta do rdzawoochrowej, z brązowymi plamkami.
Blaszki
35–40, dość gęste, przyrośnięte do brzegów, z ząbkiem zbiegającym, początkowo jasnożółte, następnie jasnordzawożółte z pomarańczowym odcieniem. Ostrza białawo-kłaczkowate.
Trzon
Wysokość 20–70 mm, grubość 3–10 mm u góry i 10–15 mm u podstawy, cylindryczny z wrzecionowatą lub pęcherzykowo pogrubioną dolną częścią i wrzecionowatą nasadą, początkowo pełny, potem pusty. Powierzchnia początkowo żółtoochrowa, następnie ciemniejąca do rdzawobrązowej w dolnej części, włókienkowata z oprószonym wierzchołkiem. Brak osłony.
Miąższ
Miękki, żółtawy do żółtoochrowego. Smak łagodny do lekko gorzkawego. Zapach niewyraźny do przyjemnie korzennego.
Wysyp zarodników
Rdzawożółty do żelazistego.
Cechy mikroskopowe
Zarodniki (4,5–)5,0–6,0(–6,5) × 3,5–4,6(–4,8) μm, w widoku z boku szerokoelipsoidalne do szerokomigdałowato-elipsoidalnych, z niewielkim wgłębieniem nad hilum, w widoku z przodu szerokoelipsoidalne, wyjątkowo prawie kuliste, ze ścianą rdzawobrązową, grubo brodawkowane, bez tarczki nad hilum, w odczynniku Melzera niedekstrynoidalne lub tylko nieznacznie dekstrynoidalne. Podstawki 20–24 × 5,5–6,5 μm, cylindryczne do wąsko maczugowatych, z lekkim przewężeniem pośrodku, 4-zarodnikowe. Bazydiole 16–20 × 5,5 μm, wąsko maczugowate. Cheilocystydy przemieszane z bazydiolami, 18–32 × 1,5–5 μm, wąsko cylindryczne do wąsko butelkowatych w części podstawnej i tępe, główkowate lub główkowate na szczycie, hialinowe lub wypełnione jednorodnym, żółtym pigmentem, niektóre pokryte żółtym nalotem. Pleurocystyd brak.

## Występowanie i siedlisko
Występuje w Europie. W piśmiennictwie naukowym na terenie Polski do 2003 r. podano kilka stanowisk. Na Czerwonej liście roślin i grzybów Polski ma status E – gatunek wymierający, którego przeżycie jest mało prawdopodobne, jeśli nadal będą działać czynniki zagrożenia.
Grzyb saprotroficzny. W Czechach znaleziony został na skraju łąki, na łące, w siedlisku ruderalnym i na polanie leśnej. W literaturze innych krajów jego stanowiska podawane są w trawie kupkówka pospolita, ale także w kępach innych gatunków traw. Podano jego stanowiska także wysoko w górach, w strefie alpejskiej (1900 m n.p.m.) Rośnie pojedynczo lub w małych grupach, ale nie tworzy wiązek.